# Union sportive Entraigues XIII
Maillots
Actualités
L'US Entraigues XIII est un club de rugby à XIII français situé à Entraigues-sur-la-Sorgue, dans le département du Vaucluse. L'équipe première du club évolue dans le championnat de France de rugby à XIII de deuxième division : l'Élite 2.
Ce club provençal a parfois été considéré comme un « vivier d'internationaux treizistes ».

## Palmarès
- Championnat de France Élite 1 :
  - Vainqueur : Néant
  - Finaliste : Néant

- Coupe de France :
  - Vainqueur : Néant
  - Finaliste : Néant

- Championnat de France Élite 2 :
  - Vainqueur : 1 (1995)[2]
  - Finaliste :1 (1970)
- Championnat de France minimes honneur :
  - Vainqueur : 1 (1999)[3]

## Personnalités liées au club
Un auteur de la littérature treiziste mentionne « les Buttignol...Barnabe ».

## Bilan du club toutes saisons et toutes compétitions confondues
| Année                                      | Année                                      | Saison régulière                                                              | Saison régulière                                                              | Saison régulière                                                              | Saison régulière                                                              | Saison régulière                                                              | Saison régulière                                                              | Saison régulière                                                              | Saison régulière                                                              | Phase finale                                                                  | Phase finale                                                                  | Phase finale                                                                  | Phase finale                                                                  | Phase finale                                                                  | Phase finale                                                                  | Phase finale                                                                  | Coupe                                                                         |
| Année                                      | Année                                      | Class.                                                                        | Points                                                                        | MJ                                                                            | V.                                                                            | N.                                                                            | D.                                                                            | Pp.                                                                           | Pc.                                                                           | Perf.                                                                         | MJ                                                                            | V.                                                                            | N.                                                                            | D.                                                                            | Pp.                                                                           | Pc.                                                                           | Performance                                                                   |
| Championnat de France de deuxième division | Championnat de France de deuxième division | Championnat de France de deuxième division                                    | Championnat de France de deuxième division                                    | Championnat de France de deuxième division                                    | Championnat de France de deuxième division                                    | Championnat de France de deuxième division                                    | Championnat de France de deuxième division                                    | Championnat de France de deuxième division                                    | Championnat de France de deuxième division                                    | Championnat de France de deuxième division                                    | Championnat de France de deuxième division                                    | Championnat de France de deuxième division                                    | Championnat de France de deuxième division                                    | Championnat de France de deuxième division                                    | Championnat de France de deuxième division                                    | Championnat de France de deuxième division                                    | Coupe de France                                                               |
| 2006                                       | 2006                                       |                                                                               |                                                                               |                                                                               |                                                                               |                                                                               |                                                                               |                                                                               |                                                                               |                                                                               |                                                                               |                                                                               |                                                                               |                                                                               |                                                                               |                                                                               | Quart de finale                                                               |
| 2018                                       | 2018                                       | 4e                                                                            | 37                                                                            | 18                                                                            | 11                                                                            | 1                                                                             | 6                                                                             | 461                                                                           | 470                                                                           | Quart-de-finale                                                               | 1                                                                             | 0                                                                             | 0                                                                             | 1                                                                             | 28                                                                            | 33                                                                            | Seizième-de-finale                                                            |
| 2019                                       | 2019                                       | 6e                                                                            | 42                                                                            | 22                                                                            | 13                                                                            | 0                                                                             | 9                                                                             | 630                                                                           | 522                                                                           | Quart-de-finale                                                               | 1                                                                             | 0                                                                             | 0                                                                             | 1                                                                             | 22                                                                            | 23                                                                            | Huitièmes de finale                                                           |
| 2020                                       | 2020                                       | Éditions annulées et titres non décernés en raison de la pandémie de Covid-19 | Éditions annulées et titres non décernés en raison de la pandémie de Covid-19 | Éditions annulées et titres non décernés en raison de la pandémie de Covid-19 | Éditions annulées et titres non décernés en raison de la pandémie de Covid-19 | Éditions annulées et titres non décernés en raison de la pandémie de Covid-19 | Éditions annulées et titres non décernés en raison de la pandémie de Covid-19 | Éditions annulées et titres non décernés en raison de la pandémie de Covid-19 | Éditions annulées et titres non décernés en raison de la pandémie de Covid-19 | Éditions annulées et titres non décernés en raison de la pandémie de Covid-19 | Éditions annulées et titres non décernés en raison de la pandémie de Covid-19 | Éditions annulées et titres non décernés en raison de la pandémie de Covid-19 | Éditions annulées et titres non décernés en raison de la pandémie de Covid-19 | Éditions annulées et titres non décernés en raison de la pandémie de Covid-19 | Éditions annulées et titres non décernés en raison de la pandémie de Covid-19 | Éditions annulées et titres non décernés en raison de la pandémie de Covid-19 | Éditions annulées et titres non décernés en raison de la pandémie de Covid-19 |
| 2021                                       |                                            | Éditions annulées et titres non décernés en raison de la pandémie de Covid-19 | Éditions annulées et titres non décernés en raison de la pandémie de Covid-19 | Éditions annulées et titres non décernés en raison de la pandémie de Covid-19 | Éditions annulées et titres non décernés en raison de la pandémie de Covid-19 | Éditions annulées et titres non décernés en raison de la pandémie de Covid-19 | Éditions annulées et titres non décernés en raison de la pandémie de Covid-19 | Éditions annulées et titres non décernés en raison de la pandémie de Covid-19 | Éditions annulées et titres non décernés en raison de la pandémie de Covid-19 | Éditions annulées et titres non décernés en raison de la pandémie de Covid-19 | Éditions annulées et titres non décernés en raison de la pandémie de Covid-19 | Éditions annulées et titres non décernés en raison de la pandémie de Covid-19 | Éditions annulées et titres non décernés en raison de la pandémie de Covid-19 | Éditions annulées et titres non décernés en raison de la pandémie de Covid-19 | Éditions annulées et titres non décernés en raison de la pandémie de Covid-19 | Éditions annulées et titres non décernés en raison de la pandémie de Covid-19 | Éditions annulées et titres non décernés en raison de la pandémie de Covid-19 |
| 2022                                       | 2022                                       | 5e                                                                            | 34                                                                            | 18                                                                            | 10                                                                            | 0                                                                             | 8                                                                             | 520                                                                           | 472                                                                           | Barrage                                                                       | 1                                                                             | 0                                                                             | 0                                                                             | 1                                                                             | 16                                                                            | 34                                                                            | Annulée                                                                       |
| 2023                                       | 2023                                       | 5e                                                                            | 31                                                                            | 16                                                                            | 10                                                                            | 0                                                                             | 6                                                                             | 429                                                                           | 433                                                                           | Barrage                                                                       | 1                                                                             | 0                                                                             | 0                                                                             | 1                                                                             | 18                                                                            | 32                                                                            | Huitième de finale                                                            |
| 2024                                       | 2024                                       | 8e                                                                            | 13                                                                            | 16                                                                            | 4                                                                             | 0                                                                             | 12                                                                            | 366                                                                           | 546                                                                           | Non qualifié                                                                  | 0                                                                             | 0                                                                             | 0                                                                             | 0                                                                             | 0                                                                             | 0                                                                             | Huitième de finale                                                            |